# Maestro de San Nicolás

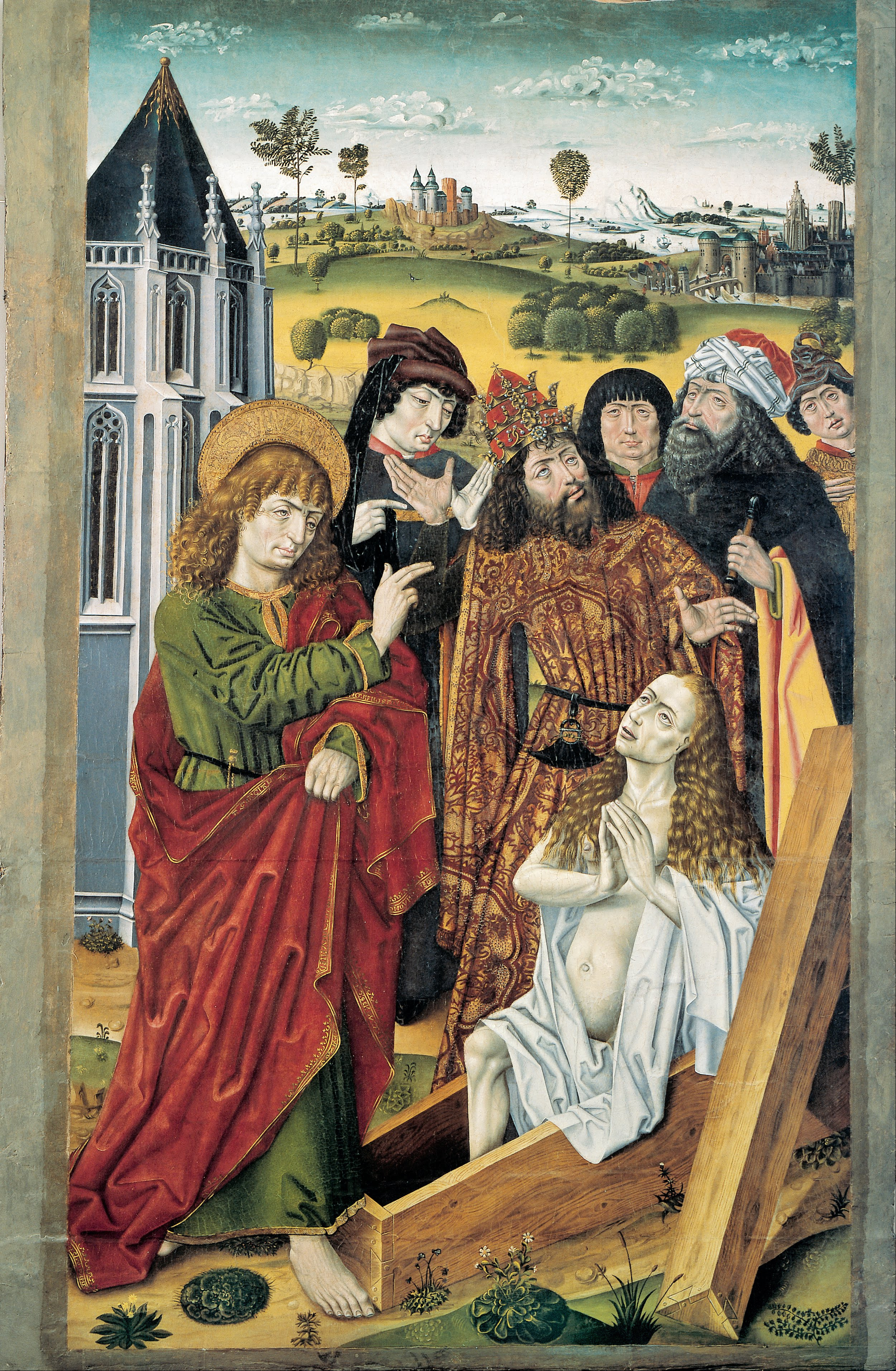
La Resurrección de Drusiana, hacia 1475 Museo de Bellas Artes de Bilbao.

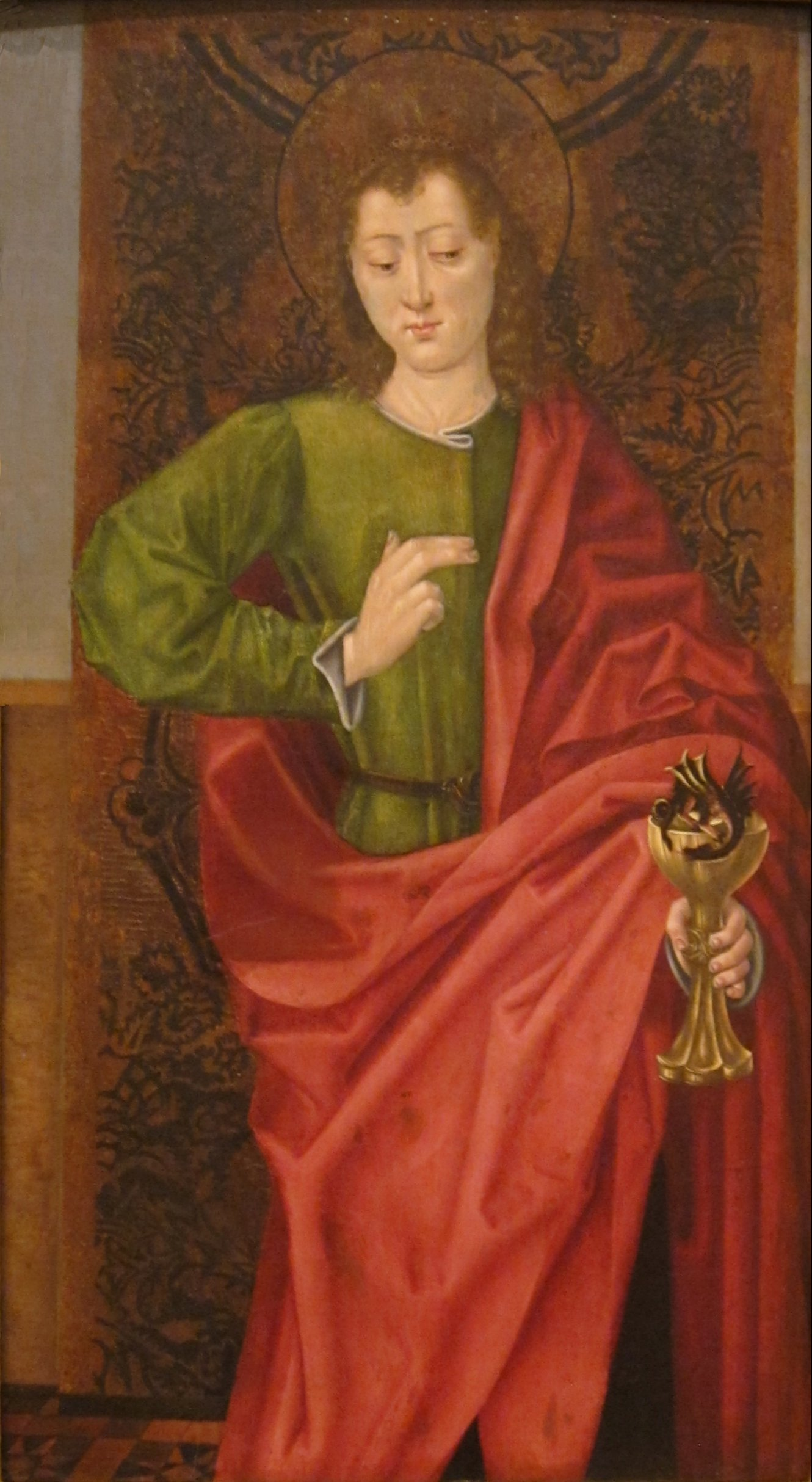
San Juan Evangelista del Museo de Arte de San Diego

Maestro de San Nicolás es la denominación convencional por la que en la historiografía artística se conoce a un maestro anónimo de la escuela burgalesa activo entre 1465 y finales del siglo XV. Debe su nombre  a las tablas del retablo mayor dedicado a San Nicolás de Bari de la iglesia homónima de la ciudad de Burgos, pinturas que, en el siglo XVI, fueron sustituidas por un nuevo retablo pétreo de Francisco de Colonia. Una hipótesis lo identifica con el pintor Diego del Corral, documentado desde 1463 en Oña (Burgos) y en Burgos en 1469.

## Características
Dentro de las características que se aprecian en su estilo pictórico se encuentra la influencia de los pintores flamencos Rogier van der Weyden y Dieric Bouts así como del salamantino Fernando Gallego. También por la similitud de algunas facetas de sus pinturas es posible que realizara alguna colaboración con el pintor Jorge Inglés en el conjunto dedicado a los Santos Juanes donde la tabla de La danza de Salomé atribuida al Maestro de San Nicolás, se cree podría pertenecer al mismo grupo. Es parte de estas características la ornamentación arquitectónica y los fondos con inclusión de brocados que se unen a las vestiduras de ricas telas con las que viste a sus personajes, hechos éstos a su vez, con unas actitudes que muestran unos escorzos a veces muy forzadas, así como la gran expresividad —seria o triste— que daba a sus rostros y el movimiento de manos, con lo que conseguía un magnífico lenguaje gestual con el que ayudaba a resaltar los sentimientos interiores de todas sus figuras humanas.

## Obra
La obra atribuida a este maestro ha sido dividida en tres principales etapas.
- 1465-1470:
  - Retablo de Villasante
  - Tablas de Arlanzón.
- 1470-1480:
  - San Juan Evangelista del Museo de Arte de San Diego
  - Tres tablas conservadas en el Museo de Bellas Artes de Bilbao: La Predicación de San Juan Evangelista; La Resurrección de Drusiana y El Apóstol San Juan y la copa envenenada. Es posible alguna colaboración en la elaboración de estas tablas con el Maestro de Robredo.[2]
- 1480-1490: 
  - Tabla de San Antón de Los Balbases
  - Moisés del Museo de Arte de Menton (Francia)
  - Retablo de San Nicolás de Burgos (desde el siglo XVI sustituido por un retablo escultórico)
  - San Agustín de pontifical del Museo del Prado (Madrid)
  - La tentación del Obispo salvado por San Andrés (Colección particular), una de sus últimas realizaciones y que seguramente ya tuvo la intervención de su taller.[3]

### Atribuciones
A este autor se le atribuyen numerosas obras, aunque en algunas su autoría ha sido puesta en duda; por ejemplo, la del retablo de San Andrés de La Granja de La Ventorrilla en Gumiel de Mercado, incluida por Post en su obra la Pintura Gótica Española. Sin embargo, se le atribuye por parte de este mismo autor y por Gudiol Ricart San Agustín de pontifical, conocido también como La Consagración del Obispo, conservada en el Museo del Prado, mientras que otros autores como Sempere —según nota de José Camón Aznar en Pintura Medieval Española— creen que pudiera ser de Juan Luis de Valls. También Post cree suya la obra de La Epifanía, tabla central de un tríptico, del museo diocesano de Burgos, que Gudiol Ricart y Silva Maroto adjudican a Diego de la Cruz. Una tabla que se encuentra en Múnich, conocida como La danza de Salomé, parece que según algunos autores debería encontrarse entre las obras del pintor Jorge Inglés, o realizada en colaboración.